# Drakesville
Drakesville ist eine Kleinstadt (mit dem Status „City“) im Davis County im US-amerikanischen Bundesstaat Iowa. Das U.S. Census Bureau hat bei der Volkszählung 2020 eine Einwohnerzahl von 164 ermittelt.

## Geografie
Drakesville liegt im Südosten Iowas nördlich des Fox River, einem rechten Nebenfluss des Mississippi.
Die geografischen Koordinaten von Drakesville sind 40°47′54″ nördlicher Breite und 92°28′54″ westlicher Länge. Die Stadt erstreckt sich über eine Fläche von 0,65 km² und ist die größte Ortschaft innerhalb der Drakesville Township.
Nachbarorte von Drakesville sind Floris (19 km nordöstlich), Bloomfield (10,8 km südöstlich), Moulton (27,4 km südwestlich), Unionville (19,6 km westlich) und Blakesburg (28 km nordwestlich).
Die nächstgelegenen größeren Städte sind Cedar Rapids (195 km nordnordöstlich), Iowa City (160 km nordöstlich), die Quad Cities in Iowa und Illinois (225 km ostnordöstlich), Peoria in Illinois (300 km östlich), Illinois’ Hauptstadt Springfield (320 km ostsüdöstlich), St. Louis in Missouri (381 km südöstlich), Kansas City in Missouri (317 km südwestlich), Nebraskas größte Stadt Omaha (346 km westnordwestlich) und Iowas Hauptstadt Des Moines (157 km nordwestlich).

## Verkehr
Der Iowa State Highway 273 führt in West-Ost-Richtung als Hauptstraße durch Drakesville. Alle weiteren Straßen sind untergeordnete Landstraßen, teils unbefestigte Fahrwege sowie innerörtliche Verbindungsstraßen.
Mit dem Bloomfield Municipal Airport befindet sich 15 km südöstlich ein kleiner Flugplatz. Die nächsten Verkehrsflughäfen sind der Des Moines International Airport (154 km nordwestlich), der Eastern Iowa Airport in Cedar Rapids (188 km nordnordöstlich) und der Quad City International Airport (234 km ostnordöstlich).

## Bevölkerung
Nach der Volkszählung im Jahr 2010 lebten in Drakesville 184 Menschen in 76 Haushalten. Die Bevölkerungsdichte betrug 283,1 Einwohner pro Quadratkilometer. In den 76 Haushalten lebten statistisch je 2,42 Personen.
Ethnisch betrachtet bestand die Bevölkerung mit einer Ausnahme nur aus Weißen. Unabhängig von der ethnischen Zugehörigkeit waren 0,5 Prozent (eine Person) der Bevölkerung spanischer oder lateinamerikanischer Abstammung.
25,5 Prozent der Bevölkerung waren unter 18 Jahre alt, 56,0 Prozent waren zwischen 18 und 64 und 18,5 Prozent waren 65 Jahre oder älter. 57,6 Prozent der Bevölkerung waren weiblich.
Das mittlere jährliche Einkommen eines Haushalts lag bei 34.375 USD. Das Pro-Kopf-Einkommen betrug 20.603 USD. 31,6 Prozent der Einwohner lebten unterhalb der Armutsgrenze.